# Zbigniew Solawa
Zbigniew Solawa (ur. 1910 w Krakowie, zm. 1987 w Kapsztadzie w Południowej Afryce) – polski architekt, urbanista, nauczyciel akademicki Akademii Sztuk Pięknych w Krakowie, autor projektu m.in. Planetarium Śląskiego.

## Życiorys
W 1940 ukończył studia na Wydziale Architektury Politechniki Lwowskiej. Był zatrudniony w Pracowni Urbanistycznej przy Prezydium Rady Narodowej w Krakowie oraz od 1949 w Centralnym Biurze Projektów Architektonicznych i Budowlanych w Krakowie. W 1955 został wykładowcą w Akademii Sztuk Pięknych w Krakowie, gdzie w 1965 został kierownikiem Katedry Architektury Wystawienniczej. W 1967 zamieszkał w Republice Południowej Afryki. Tam też zmarł w 1987.

## Projekty i realizacje
- projekt i realizacja osiedla mieszkaniowego przy Al. Ignacego Daszyńskiego w Krakowie (1949) – współautor: Mikołaj Soroka
- projekt i realizacja Planetarium Śląskiego w Chorzowie (1955)
- zwycięzca konkursu (I nagroda) na projekt kościoła parafialnego w Nowej Hucie na Osiedlu C-1 (Teatralnym) (1957) (niezrealizowany)[1]
- projekt Kinoteatru Związkowiec w Krakowie

## Członkostwo w korporacjach zawodowych
- Stowarzyszenie Architektów Polskich Oddział w Krakowie
- Towarzystwo Urbanistów Polskich[1]